# Trond Hansen
Trond Vidar Hansen (7 maggio 1974) è un ex calciatore norvegese, di ruolo attaccante.

## Carriera

### Club
Hansen giocò per il Finnsnes, prima di passare al Bodø/Glimt. Esordì nella Tippeligaen l'8 maggio 1997, sostituendo Aasmund Bjørkan nella vittoria per 4-0 sul Kongsvinger. Il 26 luglio 1998 segnò la prima rete nella massima divisione norvegese, nel successo per 1-2 sul campo del Sogndal. Tornò poi al Finnsnes, prima di accordarsi con lo Skarp.